# Jornadas de teatro de Pontevedra
Las Jornadas de teatro fueron un evento teatral que tuvo lugar en 1970 en Pontevedra. En un primer momento, los grupos que iban a participar eran:
- Tespis, (La Coruña).
- Valle Inclán, (Orense).
- Cope, (Vigo).
- Teatro Popular, (Pontevedra).
- Ditea, (Santiago de Compostela).
- Cantigas e Agarimos, (Santiago de Compostela).

De estos grupos dramáticos, los cuatro primeros realizaban representaciones en español mientras que el resto las hacía en gallego. Debido a la falta de recursos económicos y a las dificultades administrativas, tuvieron que reducir el cartel, de tal manera que finalmente participaron Cope, Teatro Popular, Tespis y Grupo Teatro Circo, cuya participación no estaba prevista a priori. Este último grupo, dirigido por Manuel Lourenzo, llevó a escena Romería as Covas do Demo y Tres Irmáns Parvas, ambas del mismo director. El Teatro Circo fue la gran sensación de las Jornadas, los cuales dieron un golpe definitivo para el Teatro de Cámara y el afianzamiento del Teatro Independiente.
- Datos: Q11685427